# Louis Renault (juriste)
Pour les articles homonymes, voir Renault (homonymie) et Louis Renault.

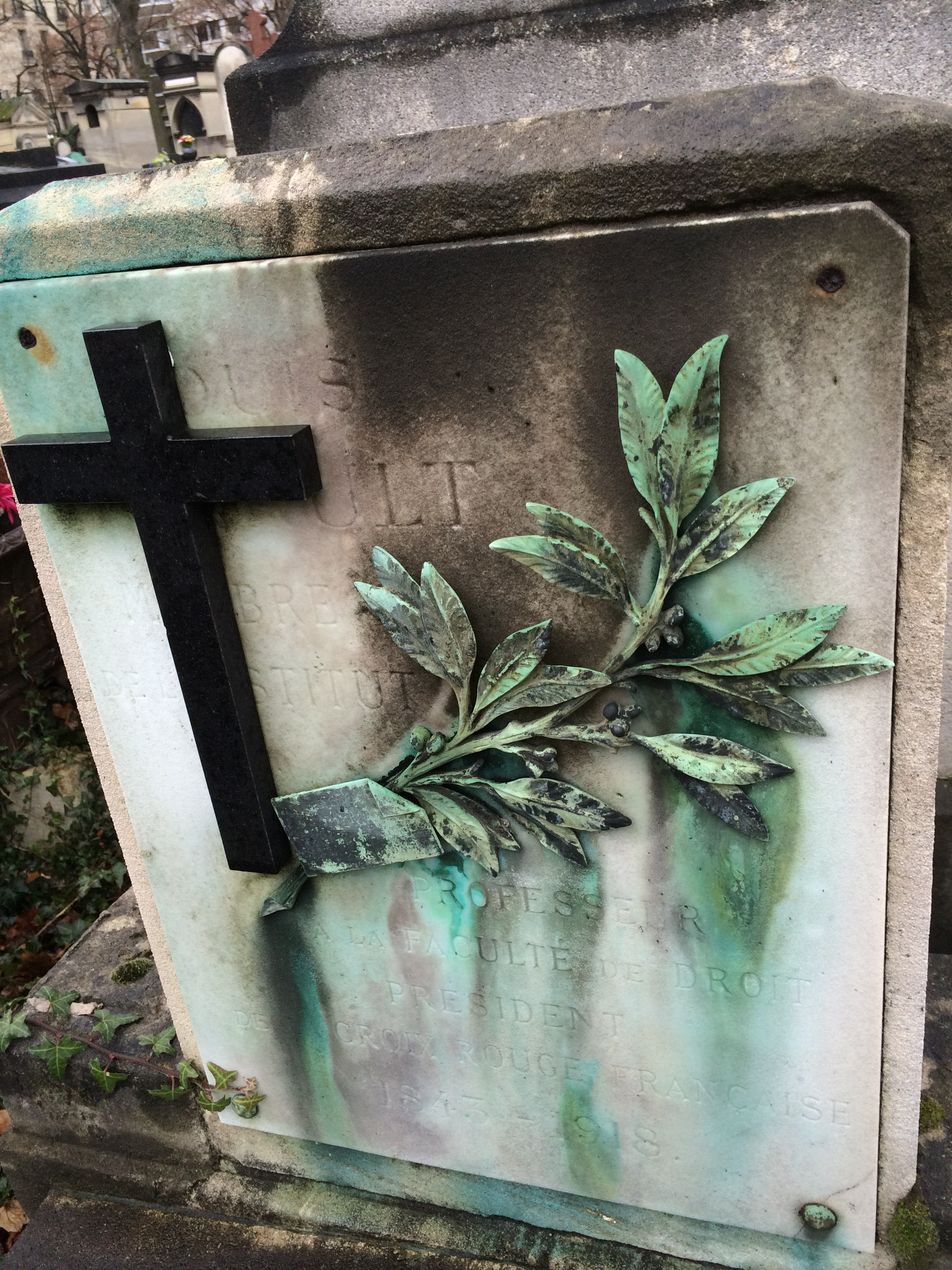
Tombe de Louis Renault au cimetière du Montparnasse, à Paris.

Louis Renault, né à Autun le 21 mai 1843 et mort à Barbizon le 8 février 1918, est un professeur français de droit international. Il est lauréat du prix Nobel de la paix en 1907.

## Biographie

### Jeunesse et études
Louis Renault est le fils d'un libraire. Il suit des études de droit et est reçu à l'agrégation de droit.
Il s'était marié en 1873, épousant Juliette Thiaffait.

### Parcours professionnel
Il enseigne à la faculté de droit de Dijon en 1868. En 1873, il devient chargé de cours à la faculté de droit de Paris, puis professeur à cette même faculté en 1881. Il occupe alors la chaire de droit des gens.
Il est recruté par Émile Boutmy au sein de l'École libre des sciences politiques dans les années 1870 pour enseigner le droit international. Il y est « vénéré par ses élèves » et enseigne notamment à René Dollot. Lors de son départ à la retraite, son cous échoit à Gilbert Gidel.
Impliqué dans la vie de l'école, il est membre du comité de rédaction des Annales de l'École libre des sciences politiques, aux côtés d'Émile Boutmy, Léon Say, René Stourm et Alexandre Ribot. Son cours est repris, à sa mort, par son disciple Gilbert Gidel. En 1911, à la mort du directeur de l'établissement Anatole Leroy-Beaulieu, Louis Renault est approché par le conseil d'administration pour être nommé directeur de Sciences Po ; il refuse le poste, qui échoit à Eugène d'Eichthal.
À partir de 1890, il est également jurisconsulte du ministère des Affaires étrangères français, puis membre de la Cour permanente d'arbitrage de La Haye. Il est également un membre fort actif de l'Institut de droit international.
Louis Renault a été un promoteur de l'arbitrage international. Il a été membre de la délégation de la France, avec le Baron d'Estournelles de Constant et Léon Bourgeois aux première et seconde conférences de La Haye. Il a reçu le titre de docteur honoris causa de l'université Jagellonne de Cracovie en 1900. Il a également été membre de l'Académie des sciences morales et politiques en 1901 et lauréat du prix Nobel de la paix avec Ernesto Teodoro Moneta en 1907.
De 1916 à 1918, il dirigea la Société de Secours aux Blessés Militaires (SSBM), devenue depuis 1940 la Croix-Rouge française.

## Décorations

### Décorations
- Commandeur de la Légion d'honneur

### Distinctions
- Prix Nobel de la paix (1907)
- Docteur honoris causa de l'université de Leyde (1913)

## Dans la culture
- Une plaquette en bronze au portrait de Louis Renault a été réalisée par le sculpteur Jules Chaplain en 1906.